# Jasnopole
Jasnopole (niem. Klarpfuhl) – wieś w Polsce położona w województwie zachodniopomorskim, w powiecie drawskim, w gminie Kalisz Pomorski. W latach 1975–1998 miejscowość administracyjnie należała do województwa koszalińskiego. W roku 2007 wieś liczyła 28 mieszkańców. Miejscowość wchodzi w skład sołectwa Suchowo.

## Geografia
Wieś leży ok. 2 km na wschód od Suchowa, między Suchowem a Kaliszem Pomorskim.